# Mirella Santos (modelo)
Mirella Alba dos Santos Muniz (Florianópolis, 20 de maio de 1983) é uma modelo, bailarina e influenciadora brasileira. É casada com o humorista Wellington Muniz, conhecido popularmente como Ceará.

## Carreira
Quando menina, começou a gravar comerciais e depois tornou-se modelo. Foi eleita musa da Escola de Samba Salgueiro e Garota Pole Position Beauty pela Copa Renault Clio. Na TV, trabalhou como Bailarina no programa Domingão do Faustão por dois anos e no Caldeirão do Huck foi assistente de palco no quadro Amor a Bordo. Esteve em dois videoclipes de Latino, Sem noção e Amigo Fura-olho com Daddy Kall. Ganhou projeção nacional ao participar do reality show A Fazenda, da Rede Record. Em 2015, Mirella  e Karina Bacchi foram responsáveis por comandar cada uma das equipes do reality show Além do Peso do programa Hoje em Dia da Rede Record. Desde 2016 tem um canal no YouTube chamado "MiNa Real com Mirella Santos".

## Vida pessoal
No ano de 2004, conheceu o cantor Latino, com quem teve um relacionamento por 7 anos, os dois terminaram em 2011. Em 1 de junho de 2012, Mirella se casa com o humorista Ceará. Em 10 de agosto de 2014, nasce a primeira filha do casal, Valentina.